# Auguste Brede

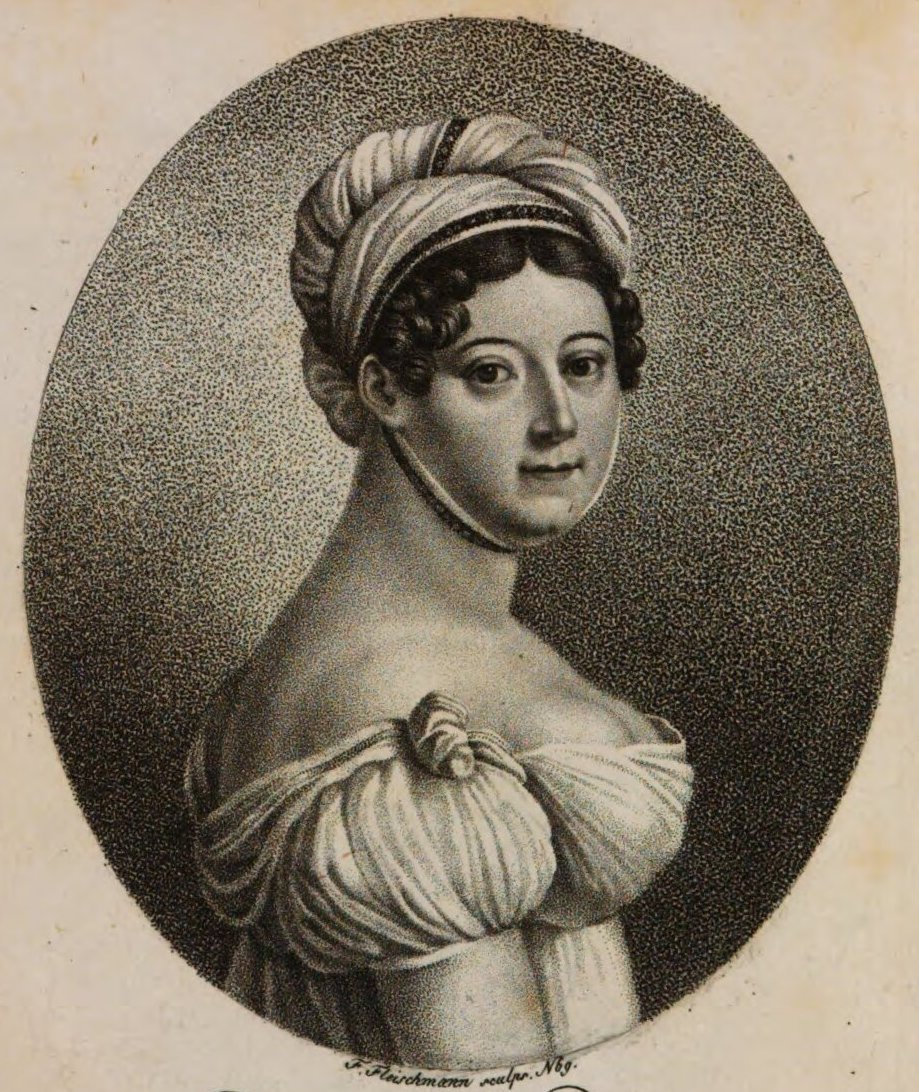
Auguste Brede, Kupferstich von Friedrich Fleischmann

Auguste Henriette Elisabeth Brede, geb. Eulner (* 3. November 1784 in Berlin; † 15. Oktober 1859 in Gmunden) war eine deutsch-österreichische Schauspielerin.

## Leben
Auguste wurde als uneheliches Kind des Friedrich Maximilian Eulner und der Friederike Dorothea Nimschin geboren und evangelisch getauft. Sie heiratete mit siebzehn Jahren am 5. September 1801 in Berlin den Schauspieler Carl Ludwig Brede, von dem sie sich jedoch bald wieder trennte.
Als Schauspielerin war sie zunächst in Stettin, Bremen und Lübeck engagiert, bevor sie 1808 Mitglied der Schauspielgesellschaft von Franz Seconda in Leipzig und Dresden wurde. Von 1811 bis 1814 war sie am Prager Ständetheater, bevor sie nach wechselnden Engagements 1815 an das Stuttgarter Hoftheater kam. Hier war sie nicht nur Schauspielerin, sondern unterrichtete auch das Fach Deklamation am Musikinstitut. Gastspielreisen führten sie unter anderem nach Wien, wo sie am Hofburgtheater als zweite Tragödin nach Sophie Schröder am 2. September 1820 die Sappho in Franz Grillparzers gleichnamigem Drame spielte.
1825 verließ sie Stuttgart, 1834 unternahm sie eine große Künstlerreise. Von 1836 an war sie dann am Hofburgtheater in Wien fest engagiert.
Auguste Brede war mit Rahel Varnhagen befreundet, mit der sie in den Jahren 1813 bis 1814 einige Zeit in Prag zusammenwohnte. Sie hatte verschiedene Liebesbeziehungen, unter anderem mit dem preußischen Generalleutnant Karl Friedrich Heinrich Graf von der Goltz, Wilhelm Friedrich Fürst von Bentheim-Steinfurt und dem württembergischen Außenminister Heinrich Levin Graf von Wintzingerode.
Von Auguste Brede sind einige Briefe in der Österreichischen Nationalbibliothek und in der Wienbibliothek aufbewahrt. Zahlreiche Lebenszeugnisse, darunter über 120 Briefe Bredes an Rahel und Karl August Varnhagen von Ense, an den Schriftsteller Ludwig Robert, an Karl von Noistitz und Jänkendorf, Notizen über sie sowie Briefe an sie von Rahel Varnhagen und Ludwig Bentheim befinden sich in der Sammlung Varnhagen, die in der Handschriftenabteilung der Jagiellonischen Bibliothek in Krakau aufbewahrt wird.